# Mesochorus americanus
Mesochorus americanus är en stekelart som beskrevs av Cresson 1872. Mesochorus americanus ingår i släktet Mesochorus och familjen brokparasitsteklar. Inga underarter finns listade i Catalogue of Life.